# Bichancourt
Bichancourt es una comuna francesa, situada en el departamento de Aisne, de la región de Alta Francia.

## Demografía
| 812 | 768 | 756 | 924 | 902 | 941 | 1 032 | 1 075 |
| Para los censos de 1962 a 1999 la población legal corresponde a la población sin duplicidades (Fuente: INSEE [Consultar]) |     |     |     |     |     |       |       |